# Ssaki Tokelau

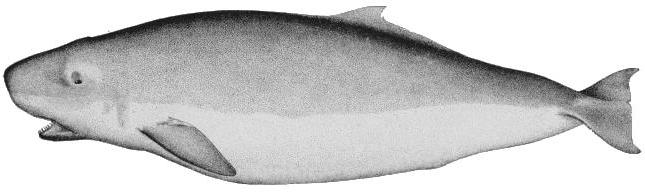
Kaszalot mały

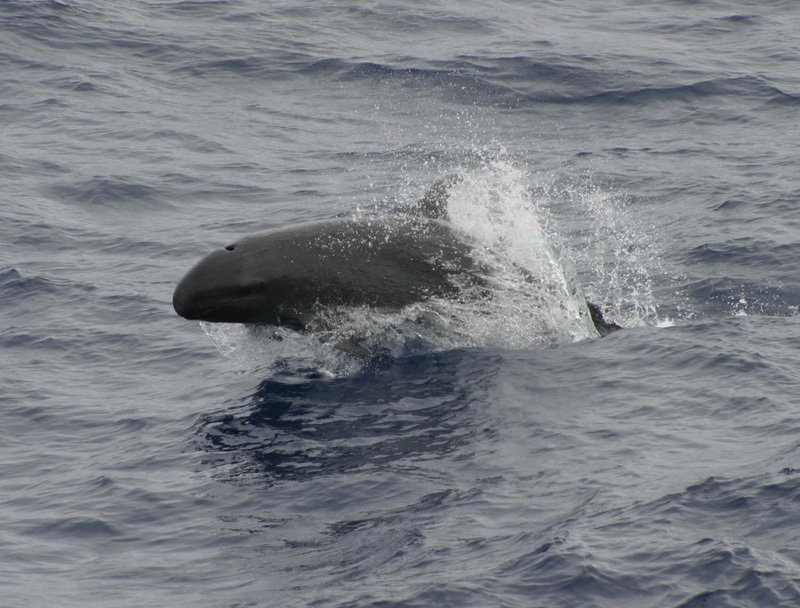
Orka karłowata

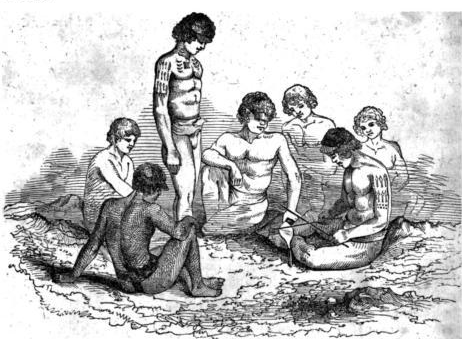
Człowiek rozumny, mieszkańcy wyspy

Ssaki Tokelau – przedstawiciele gromady ssaków (Mammalia) spotykani na nowozelandzkiej wyspie Tokelau. Żyje na niej 6 gatunki ssaków.

## Podgromada:ssaki żyworodne

### Szczep:łożyskowce

#### Rząd:walenie
- Podrząd: zębowce
  - Nadrodzina: Platanistoidea
    - Rodzina: wale dziobogłowe
      - Podrodzina: Hyperoodontidae
        - Rodzaj: Mesoplodon
          - Mesoplodon densirostris DD[2]
          - Mesoplodon ginkgodens DD[3]

    - Rodzina: delfinowate
      - Rodzaj: Pseudorca
        - orka karłowata (Pseudorca crassidens)[4]

    - Rodzina: kaszalotowate
      - Rodzaj: Kogia
        - kaszalot mały (Kogia breviceps) DD[5]
        - kaszalot płaskonosy (Kogia sima) DD[6]

#### Rząd:naczelne
- Rodzina: człowiekowate
  - Rodzaj: Homo
    - człowiek rozumny (Homo sapiens) LC[7]